# 柳性傑
柳性杰（：／ Yoo Sung-kull，1957年7月12日—），大韓民國保守派政治人物，第19、21屆國會議員。